# Wildenstein (Adelsgeschlecht, Mittelfranken)

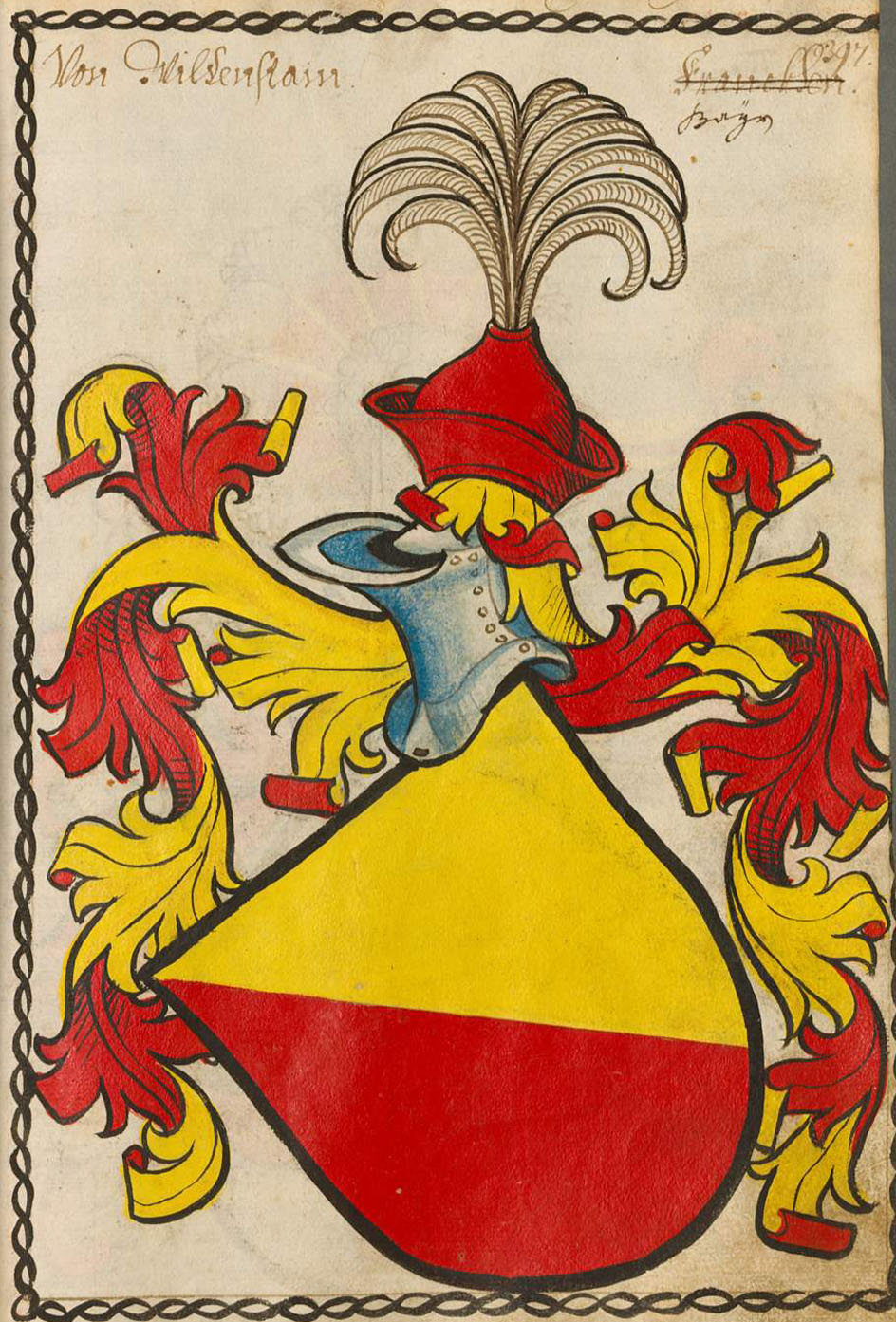
Wappen im Scheiblerschen Wappenbuch

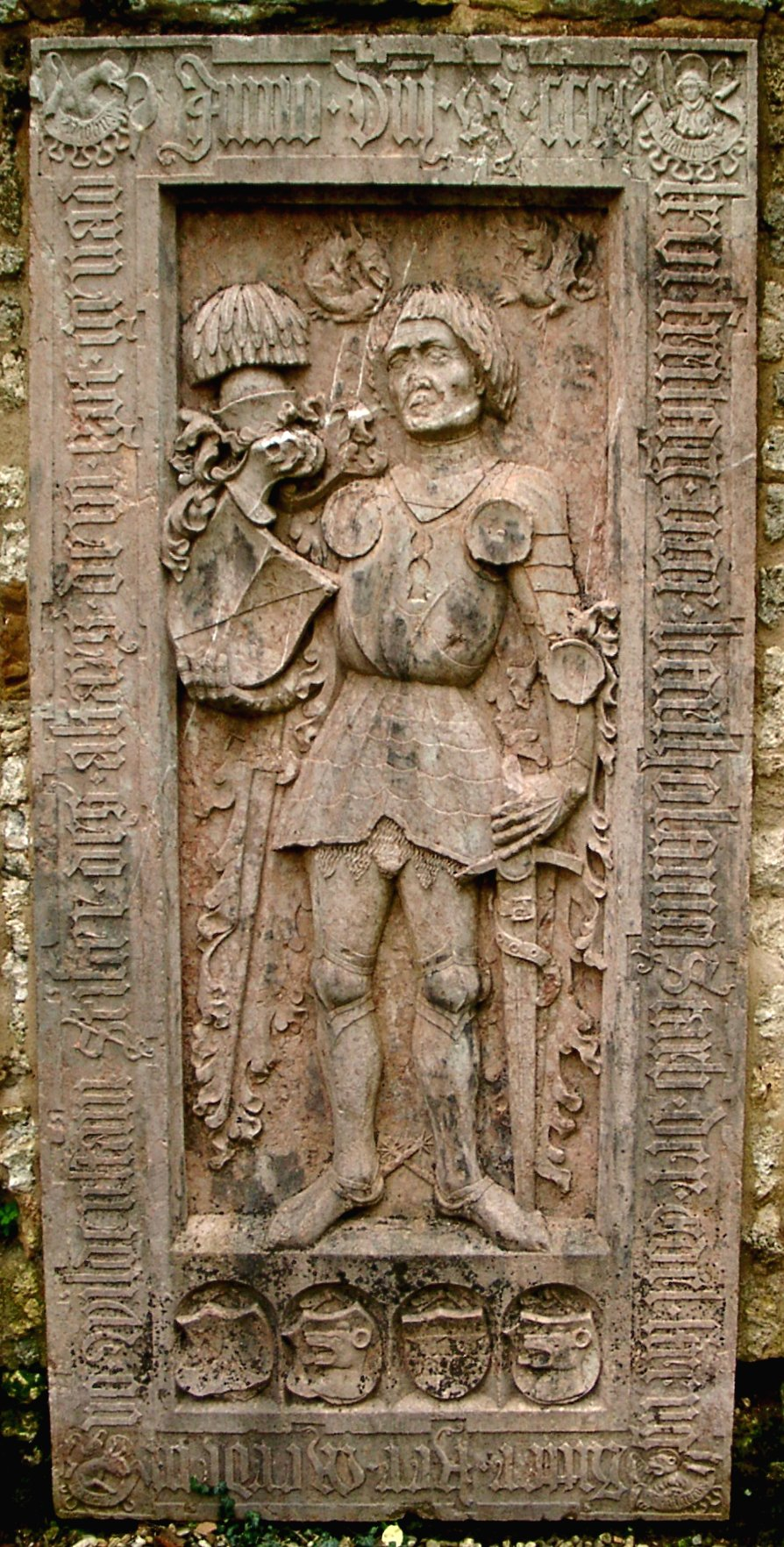
Epitaph des Martin von Wildenstein im Kloster Gnadenberg

Die Familie von Wildenstein, auch Wildenstein zum Wildenfels, war ein Adelsgeschlecht im heutigen mittelfränkischen Grenzraum.

## Geschichte
Namensgebender Stammsitz ist die Burg Wildenstein samt der Ortschaft Wildenstein – heute Stadtteil von Dietfurt an der Altmühl im Landkreis Neumarkt in der Oberpfalz. Später gehörten den Wildensteinern auch die beiden nebeneinanderliegenden Burgen Wildenfels und Strahlenfels. Frühzeitig gelangte die Familie auch in den Besitz der Burg Rothenberg, noch bevor diese von zahlreichen Ganerben ausgebaut und bewohnt wurde. Auch der zumeist verlehnte Hammersitz Utzmannsbach gehörte zum Besitz.
Als Teil der reichsfreien fränkischen Ritterschaft war die Familie im Ritterkanton Altmühl organisiert. Mehrere Familienmitglieder waren Amtmänner oder Pfleger der umliegenden Territorien. Nach Sichart waren im 15. und 16. Jahrhundert drei Familienmitglieder Amtmänner von Hof. Das Geschlecht ist Mitte des 17. Jahrhunderts ausgestorben.

## Wappen
Der Wappenschild ist schräglinks geteilt in Rot und Gold. Die Helmdecken wiederholen diese Farben. Die Helmzier zeigt eine goldene Mütze mit roten Aufschlägen und schwarzen Hahnenfedern besetzt. Das Wappen übernahm Dietrich von Wildenstein am Ende des 13. Jahrhunderts, als ihm durch Heirat mit der Erbtochter des Ministerialengeschlechts von Hiltpoltstein-Rothenberg deren gesamter Besitz zufiel. In Johann Siebmachers Wappenbuch wird sie als bayerische Adelsfamilie geführt.